# Iberolacerta monticola
Iberolacerta monticola е вид влечуго от семейство Гущерови (Lacertidae). Видът е световно застрашен, със статут Уязвим.

## Разпространение
Разпространен е в Испания и Португалия.